# Still rendering
『still rendering』（スティル・レンダリング）は、米国カリフォルニア州サンフランシスコ在住の夫婦がガジェットやカルチャーなどを語り合うPodcastである。通称「スティレン」。
2018年5月20日に配信を開始。AnchorやiTunesなど各種Podcastプラットフォーム上で視聴可能。

## 概要
夫婦は、以前からPodcastをはじめるか迷っていたが、以下の理由が後押しとなり、Podcastをはじめることとなった。
- 真面目な話題や、カメラ選びについての議論をPodcastにしたら面白いのではないか。
- 近年、特にアメリカでのPodcastや音声メディアが盛り上がっている。
- 好きなYouTuberである、Casey Neistatとその妻であるCandice Poolの配信するPodcastで、彼らの新しい側面が見られたこと。
- New York TimesのPodcast「Still Processing」が話題とするカルチャー情報を自らも発信したい。

## 出演者

### Yuka（大石 結花・Yuka Ohishi）
サンフランシスコ在住のコンテンツ・クリエイター。Pinterest本社のインターナショナル・プログラム・マネジャーを務める。
出身はカナダ、小学2年生から中学2年生の間はケンタッキー州で過ごす。その後日本に帰国し、国際基督教大学教養学部へ進学、2012年新卒でDeNAに入社する。2014年Pinterest Japanへ転職し、2015年に本社へ転籍、サンフランシスコに拠点を移す。学生時代から「テクノロジーとファッション」をテーマにブログを執筆する。
2013年Takeshiからのプロポーズを受け、2014年に婚約。2015年からテクノロジー系Podcast「backspace.fm」に出演。2016年YouTubeクリエイターとしてデビューし、Vlogからミュージック・ビデオまで手がける。2017年「#週末クリエイター」と題し、次世代の副業スタイルを発信する。

### Takeshi（大石 剛司・Takeshi Ohishi・TKC）
サンフランシスコ在住のソフトウェア・エンジニア。スマートニュース サンフランシスコ支社のプロダクトマネージャーを務める。
出身は高知県。東京大学工学部へ進学し、2008年新卒でDeNAに入社する。翌年、DeNAが米国に設立した現地法人へ転籍、サンフランシスコに拠点を移す。2011年Twitter本社へ転職、2016年スマートニュース サンフランシスコ支社へ転職。
「SF日本語エンジニアの飲み会」主催メンバー。2018年YouTubeクリエイターとしてデビュー。

## 関連番組
- backspace.fm
- Rebuild.fm
- Still Processing
- The Food Blogger Pro Podcast